# Palácio Velho
O Palácio Velho é um edifício localizado no Centro Histórico de Belém (capital do Pará), no bairro da Cidade Velha. Foi construído em 1680, posteriormente demolido em 1759 e reconstruído em 1767 pelo arquiteto italiano Antônio José Landi.

## Localização Geográfica
O edifício está localizado no bairro "Cidade Velha", com travessa D. Bosco e rua Doutor Assis, números respectivamente, 58 e 62 e 154 e 172, em Belém, Pará.

## Histórico da Edificação
De acordo com a Revista n°10, do Iphan, o Palácio Velho, em Belém, serviu como residência governamental e sede dos serviços dos executivos paraense em certa fase do período colonial. Até o ano de 1751, a Capitania do Pará foi dependência administrativa do Estado do Maranhão onde os governadores tinham residência fixa. Em Belém apenas um capitão-mor era residente. Frequentemente, quando havia interesses da região que exigiam a presença do governador, ele se deslocava de São Luis até Belém, ocupando casas alugadas denominadas de “casa do governador”. Diante a este deslocamento, resolveu-se edificar um palácio para os chefes de estado, começou então a ser erguido em 1676, com um custo de 7 mil cruzados. Em 1759 ele já estava danificado, ameaçando a desabar, então foi demolido. No mesmo lugar, a mando do governador Fernando da Costa de Ataíde, um novo palácio foi edificado sob planta traçada pelo arquiteto Landi, no estilo Clássico Italiano. Posteriormente, Cristóvão da Costa Freire decidira que a residência governamental deveria ser transformada em hospital para soldados. Berredo, sucessor de Cristóvão, sustara as obras para construir a sede do Bispado.

## Arquiteto
Pode-se afirmar que Antonio José Landi foi grande provedor do plano urbanístico e inaugurador da arquitetura no Pará. Atuou como naturalista por observação, projetou grandes edifícios como o Palácio Governamental, Igreja das Mercês, Capela de São João e outros. Foi professor de arquitetura e de perspectiva na Itália e contratado por D. João V como desenhista para a Expedição Demarcadora dos Territórios Portugueses no Norte do Brasil. Sua presença no Brasil significou a introdução de formas e concepções técnicas e artísticas italianas.

## Características Arquitetônicas
Relíquia arquitetônica no complexo do Carmo com grande importância histórica para Belém. Primeira construção foi feita de taipa de pilão, com dois pavimentos, 14 janelas de sacada com balaustres de madeira no pavimento superior da fachada principal e três janelas idênticas em cada uma das fachadas laterais e um mirante. Sua construção posterior manteve essas características. A sequência e a ordem das janelas sequenciais têm grande influência da arquitetura italiana. O sobrado de esquina, tem nas suas fachadas uma série de portas e janelas em arco abatido. Embora apareça elementos do século XIX, é construção típica dos setecentos.

## Conservação e Intervenção Patrimoniais
O edifício atualmente encontra-se abandonado e com varias pichações. O bairro está descuidado e expressa o esquecimento da identidade histórica e cultural da cidade. Devido ao abandono dessa área histórica, o ambiente encontra-se em péssimo estado de conservação. Segundo um estudante da Universidade Federal do Pará (UFPA) os órgãos de proteção ao patrimônio histórico fazem o que podem para reverter esta situação, mas há um grande desinteresse por parte da iniciativa privada. Um esclarecimento foi publicado ”Em nota enviada ao LeiaJá, a assessoria de comunicação da Fumbel (Fundação Cultural do Município de Belém) esclarece que “a manutenção e conservação dos casarões da Cidade Velha são de exclusiva responsabilidade de seus proprietários. Como incentivo, para que essa manutenção se realize, a PMB, através da FUMBEL, oferece descontos do IPTU que podem chegar a até 100%”. Diz, também, a nota: “Há a expectativa de um financiamento para imóveis privados, com recursos provenientes do PAC CH. Esta ação deverá ser, como foi, executada durante o Programa Monumenta, com juros zero, cobrindo as recuperações de fachadas, coberturas, estabilidade estrutural e instalações elétricas. Tal financiamento ainda não foi disponibilizado, porque IPHAN e Caixa Econômica ainda não chegaram a um acordo.  Está previsto o retorno do Bondinho, que terá seu trajeto ampliado até a Praça do Carmo”.